# Биндюжник
Биндюжник — назва професії XIX — початку XX століття в Одесі, яка має два значення:
1. людина, яка править кіньми (зазвичай, у найманій підводі, найманому екіпажі);
2. портовий вантажник.

Походить від слова «биндюги» (від пол. bienduga, winduga < нім. Winde або від нім. Bindwagen), яким називали великий віз ломового візника.
Федя Трапочка був останнім із биндюжників Одеси, він підробляв після війни, і разом з ним ця професія померла назавжди.
У сучасному варіанті «биндюжник» — синонім грубої, неосвіченої людини.

## У масовій культурі
- У відомій радянській пісні «Шаланды, полные кефали» співається, що «все биндюжники вставали», що означало знак поваги, проявлений до гідної людини.
- У літературі термін «Биндюжник» зустрічається у Ісака Бабеля, Шолом-Алейхема, Лева Кассіля та інших письменників, чия творчість була пов'язана з Одесою.
- 1989 року в СРСР вийшов фільм «Биндюжник і Король», знятий за мотивами «Одеських оповідань» і «Заходу» Ісака Бабеля.